# Eunidia trialbofasciata
Eunidia trialbofasciata là một loài bọ cánh cứng trong họ Cerambycidae.